# Chauds, les millions
Pour plus de détails, voir Fiche technique et Distribution.
Chauds, les millions (Hot Millions) est un film britannique réalisé par Eric Till, sorti en 1968.

## Synopsis
Marcus Pendleton vient d’être libéré de prison pour détournement de fonds. S’apercevant que le monde est de plus en plus dépendant des ordinateurs , il convainc Caesar Smith, un programmeur informatique, de suivre son rêve de chasser les papillons dans la forêt amazonienne. En prenant l'identité de ce dernier, il trouve un emploi de programmeur dans une société d’assurance. Il y utilise le système informatique pour envoyer des réclamations de chèques à lui-même sous divers pseudonymes. Il se les adresse dans toute l'Europe. Il rencontre et épouse Patty, une secrétaire inepte et flûtiste comme lui, mais très frustrée.

## Fiche technique
- Titre original : Hot Millions
- Titre français : Chauds, les millions
- Réalisation : Eric Till
- Scénario : Ira Wallach et Peter Ustinov
- Photographie : Ken Higgins
- Musique : Laurie Johnson
- Montage : Richard Marden
- Décors : Bill Andrews
- Son : A.W. Watkins
- Assistant-réalisateur : Ted Sturgis
- Production : Mildred Freed Alberg
- Direction de la production : Douglas Twiddy
- Pays d’origine :  Royaume-Uni,  États-Unis
- Genre : comédie criminelle
- Durée du film : 106 minutes
- Format : couleur (Metrocolor) — 35 mm — 1.66:1 — son monophonique
- Date de sortie : 19 septembre 1968 (États-Unis)

## Distribution
- Peter Ustinov (VF : Lui-même) : Marcus Pendleton / Caesar Smith
- Maggie Smith (VF : Nadine Alari) : Patty Terwilliger Smith
- Karl Malden (VF : William Sabatier) : Carlton J. Klemper
- Bob Newhart (VF : Jean-Louis Jemma) : Willard C. Gnatpole
- Robert Morley (VF : Jean-Henri Chambois) : Caesar Smith
- Cesar Romero : l'inspecteur des douanes
- Margaret Courtenay (VF : Paula Dehelly) : Mme Hubbard
- Anthony Sharp : M. Hollis

## Anecdotes
- Peter Ustinov jouera encore avec Maggie Smith en 1978 dans Mort sur le Nil de John Guillermin, puis dans une autre enquête d'Hercule Poirot en 1982 dans Meurtre au soleil, réalisé par Guy Hamilton. Mais ils se sont rencontrés au théâtre en 1951 dans L’Amour des quatre colonels de Peter Ustinov.